# Miguel Sánchez-Ostiz
Miguel Sánchez-Ostiz (Pamplona, Navarra, 14 d'octubre de 1950) és un autor de novel·les, assajos, poesia, col·laborador habitual en premsa, Premi Nacional de la Crítica en 1998 i expert en l'obra i figura de Pío Baroja.
Miguel Sánchez-Ostiz, llicenciat en dret, va exercir l'advocacia des de 1974 fins a finals dels anys vuitanta. L'any 1977 va començar a col·laborar a la premsa del País Basc i de Navarra amb ressenyes sobre pintura i literatura, en concret al diari Egin (primera època), a les revistes Punto y Hora d'Euskal Herria i ERE (1979-1981), de Sant Sebastià; al periòdic de Bilbao Tribuna Vasca; a Navarra Hoy, de Pamplona, a El Correo Español-El Pueblo Vasco, de Bilbao, i al seu suplement de cultura “Territorios”; en La Nueva España, d'Oviedo, entre 1990 i 1997.
Vinculat a l'art i la fotografia, l'any 1985 va escriure el text Naufragios y desamparos per al catàleg de l'exposició Naufragios que va representar a Espanya en la VII Biennal d'Art de Valparaíso, comissariada per Juan Manuel Bonet i ha escrit textos per a catàlegs dels pintors Natalio Bayo, José Antonio Sistiaga, Dis Berlin, Pelayo Ortega, Julio Martín Car, Juan José Aquerreta, Ignacio M. Ruiz de Eguino, i Pedro Salaberri, i dels fotògrafs Javier Campano, Carlos Cánovas i José Ignacio Llop. També fou l'encarregat d'escriure el text del llibre de protocol de la inauguració del museu Guggenheim de Bilbao: Los pasajes del Museo Guggenheim Bilbao.
Col·laborador habitual de diferents diaris en articles d'opinió i de crítica literària, des de 1987 va començar a col·laborar al diari ABC i també ha signat articles i reportatges a El País, El Mundo, Diario de Noticias, de Navarra i a les revistes El País setmanal, Blanco y Negro, Pérgola, Siete Leguas.
Va ser membre del Consell Navarrès de Cultura entre 1984 i 1992.
La seva obra ha estat guardonada en diferents ocasions, l'any 1989 va guanyar el Premi Herralde de novel·la amb La gran il·lusión, l'any 1996 li va ser atorgat el Premi Los Papeles de Zabalanda, de Vitòria, per la seva novel·la Un infierno en el jardín, publicada l'any anterior. L'any 1998 va guanyar el Premi Nacional de la Crítica amb la novel·la No existe tal lugar. L'any 2001, a proposta del Consell Navarrès de Cultura, li va ser concedit el Premi Príncep de Viana de la Cultura pel conjunt de la seva obra literària i per la seva trajectòria personal. L'any 2006 va guanyar el Premi Euskadi de Literatura amb El piloto de la muerte i quatre anys més tard, el 2010 va rebre el Premi Euskadi en la seva modalitat d'Assaig per l'obra Sin tiempo que perder (2009).
És especialista en l'obra de Pío Baroja i ha publicat diversos assajos i articles sobre aquest autor. L'any 2000 publica l'edició d'Opiniones y paradojas, de Pío BarojaLi sis anys després publica: A escena, una biografia de l'escriptor basc i va realitzar l'edició de la novel·la inèdita Miserias de la guerra, a la qual acompanya un posfaci titulat El Madrid en guerra de Pío Baroja, completat a l'any següent amb un altre assaig biogràfic sobre la vida i obra de Baroja durant la Guerra Civil i la immediata postguerra, titulat Tiempos de tormenta.Pío Baroja 1939-1941. Així mateix, va participar en el catàleg de l'exposició celebrada Pamplona, en l'Arxiu Real i General de Navarra, l'any 2004, sota el títol El embrujo de los Baroja, amb l'assaig Tras los pasos de Pío Baroja; i l'any 2006, en el de l'exposició celebrada a Madrid amb motiu dels cinquanta anys de la defunció de l'escriptor amb un assaig titulat Pasada la tormenta.
Convidat per Andoni Luis Aduriz va participar en el llibre Clorofilia, editat per Gourmandia l'any 2004; llibre que va rebre els premis Gourmand World Cookbook Awards 2004, Millor llibre de Xef del món i Millor disseny de llibre de cuina del món.
A l'octubre de l'any 2007 va ser triat membre numerari de Jakiunde (Acadèmia de les Ciències, de les Arts i de les Lletres Basca fundada per Eusko Ikaskuntza).

## Obres
Novel·les
- Los papeles del ilusionista (Pamplona, 1982), [Premi Navarra de novel·la curta de 1981]; 2ª ed. revisada, Barcelona, Anagrama, 1990.
- El pasaje de la luna, Madrid, Trieste, 1984; 2ª ed., Barcelona, Seix Barral, 1987 i 3ª ed., Pamplona, Pamiela-Grup Notícies, 2013.
- Tànger Bar, Barcelona, Seix Barral, 1987..., 3ª ed., Barcelona, Cercle de Lectors, 1988, amb pròleg d'Enrique Murillo.
- La quinta del americano, Madrid, Trieste, 1987.
- La gran ilusión, Barcelona, Seix Barral, 1989. [Premi Herralde de Novel·la 1989]
- Las pirañas, Barcelona, Seix Barral, 1992.
- Un infierno en el jardín, Barcelona, Anagrama, 1995.
- La caja china, Barcelona, Anagrama, 1996.
- No existe tal lugar, Barcelona, Anagrama, 1997. [Premi Nacional de la Crítica, 1998].
- La flecha del miedo, Barcelona, Anagrama, 2000.
- El corazón de la niebla, Barcelona, Seix Barral, 2001.
- En Bayona, bajo los porches, Barcelona, Seix Barral, 2002.
- La nave de Baco, Madrid, Espasa Calpe, 2004.
- El piloto de la muerte, Madrid, Espasa Calpe, 2005.
- La calavera de Robinson, Irun, Alberdania, 2007.
- Cornejas de Bucarest, Pamplona, Pamiela, 2010
- Zarabanda, Pamplona, Pamiela, 2011.
- El Escarmiento, Pamplona, Pamiela, 2013.
- Perorata del insensato, Pamplona, Pamiela, 2015
- El Botín, Pamplona, Pamiela, 2015.

Poesia
- Pórtico de la fuga, Barcelona, Ámbito, 1979.
- Travesía de la noche, Pamplona, 1983.
- De un paseante solitario, Pamplona, Pamiela, 1985.
- Reinos imaginarios, Pamplona, Pamiela, 1986.
- Invención de la ciudad, Pamplona, Pamiela, 1993.
- Carta de vagamundos, Pamplona, Pamiela, 1994.
- La marca del cuadrante (Poesía 1979-1998), Pamplona, Pamiela, 2000 [reuneix els llibres de poemes publicats fins a la data més els inèdits: Crónica fabulosa del capitán don José Miguel de Amasa (1981), El viaje de los comediantes (1982), El otro sueño del caballero (1988) i Aquí se detienen (2000)]
- Deriva de la frontera, Logroño, Ediciones 4 de agosto, 2012.

Diaris, dietaris i recopilacions d'articles
- La negra provincia de Flaubert (1986); 2ª ed., seguida de Deriva de Fuerapuertas, Pamplona, Pamiela, 1994.
- Mundinovi. Gazeta de pasos perdidos, Pamplona, Pamiela,1987. [Il·lustracions de Pedro Salaberri]
- Literatura, amigo Thompson, Madrid, Moreno-Àvila, 1989.
- La puerta falsa, Bilbao, Els llibres de la Pèrgola, 1991; 2ª ed. revisada i ampliada, Barcelona, Bibliotex, Col·lecció DEIA Bilduna, 2002, amb pròleg d'Iñigo García Ureta.
- Correo de otra parte, Pamplona, Pamiela, 1993.
- El árbol del cuco, Pamplona, Pamiela, 1994.
- Veleta de la curiosidad, Logronyo, AMG editor, 1994. [Premi Cafè 	Bretón, 1994]
- El santo al cielo, Pamplona, Pamiela, 1995.
- Palabras cruzadas, Zaragoza, Les Tres Sorores, 1998.
- La casa del rojo. (Diaris 1995-1998), Barcelona, Península, 2001.
- Liquidación por derribo. (Diaris 1999-2000), Irun, Alberdania, 2004.
- Sin tiempo que perder (Dietari 2007-2008), Irun, Alberdania, 2009. Premi Euskadi de Literatura, modalitat d'Assaig, 2010]
- Vivir de buena gana (Dietari 2008-2009), Irun, Alberdania, 2011.
- Idas y venidas (Dietari 2009-2010), Pamplona, Pamiela, 2012
- Con las cartas marcadas (Dietari 2013), Pamplona, Pamiela, 2014.
- A trancas y barrancas (Dietari, 2014), Pamplona, Pamiela, 2015
- Rumbo a no sé dónde (Dietari, 2015), Pamplona, Pamiela, 2016

Assajos i cròniques
- Pamplona, Barcelona, Destino, 1994.
- Deriva de la ría: Paisaje sin retorno, Bilbao, BBK edicions, 1994 [en col·laboració amb el fotògraf Carlos Cánovas]
- Las estancias del nautilus, València, Pre-Textos, 1997.
- El vuelo del escribano, València, Pre-Textos, 1999.
- Derrotero de Pío Baroja, Irun, Alberdania, 2000.
- Los barruntos de la botica, Pamplona, Govern de Navarra, 2000. [Assaig que acompanya l'edició facsimil del El Coqueto don Sancho Sánchez, de Gabriel de Biurrun, i de Me dijo la virreina, fantasia històrica del mateix autor, preparada per Vicente Galbete Martinicorena, autor de les il·lustracions que acompanyen a l'edició de l'assaig i del segon dels títols de Biurrun]
- Última estación, Pamplona, Pamplona, Pamiela-Diari de Notícies, 2002. [2a edició revisada i ampliada de Pamplona (1994)]
- Peatón de Madrid, Madrid, Espasa Calpe, 2003.
- La isla de Juan Fernández, Barcelona, Edicions B, 2005.
- Pío Baroja, a escena, Madrid, Espasa Calpe, 2006.
- Tiempos de tormenta. Pío Baroja 1936-1940, Pamplona, Pamiela, 2007.
- Cuaderno boliviano, Irun, Alberdania, 2008.
- Lectura de Pablo Antoñana, Pamiela, Pamplona, 2010.
- El asco indecible, Pamiela, Pamplona, 2013.
- La sombra del Escarmiento, Pamiela, Pamplona, 2014.